# 卡拉萊斯區
3°36′04″S 80°28′51″W / 3.6010°S 80.4807°W
卡拉萊斯區（西班牙語：Distrito de Corrales），是秘魯的一個區，位於該國西北部通貝斯大區的通貝斯省，始建於1871年1月12日，面積131.6平方公里，海拔高度12米，2005年人口20,377，人口密度每平方公里150人。